# Jindřich IV. z Rožmberka
Jindřich IV. z Rožmberka (1427 – 25. ledna 1457 Vídeň) byl český šlechtic z mocného rodu Rožmberků. Dosáhl hodnosti vrchního hejtmana ve Slezsku.

## Život

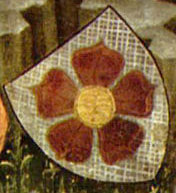
Rožmberský erb (výřez z obrazu Mistra vyšebrodského oltáře

Narodil se jako nejstarší syn Oldřicha z Rožmberka a Kateřiny z Vartemberka. 
Za diplomatické jednání v otázce sňatku Kazimíra Jagellonského s Alžbětou Habsburskou získal v prosinci roku 1454 funkci královského hejtmana ve Slezsku a fojta v Šestiměstí.
Jindřich ještě za otcova života roku 1451 převzal vládu nad rožmberskými državami. Počátkem roku 1453 si vzal za manželku Alžbětu ze Schaunbergu, s níž měl dceru Janu.
Při vojenské výpravě proti Turkům, na kterou se vydal počátkem července 1456, se nakazil morem, jemuž 25. ledna 1457 ve věku třiceti let ve Vídni podlehl. Po něm se vlády ujal jeho nejmladší bratr Jan II. z Rožmberka (druhorozený bratr Jošt byl biskupem vratislavským).